# Энтео, Дмитрий Сергеевич
Дми́трий Серге́евич Энте́о (настоящая фамилия — Цорио́нов; род. 13 февраля 1989, Москва) — российский православный активист, бывший руководитель движения «Божья воля», руководитель движения «Декоммунизация». Эксперт в области «метафизического путинизма». Известен своими эпатажными и провокационными акциями. Являясь младоземельным креационистом, выступает за ненаучность теории эволюции. Позиционирует себя либертарианским консерватором, минархистом. Поддерживает идеи австрийской экономической школы (вплоть до того, что фидуциарные деньги должны полностью прекратить эмитироваться), легализацию права на оружие, а также за последовательную декоммунизацию в Российской Федерации.

## Биография
Родился 13 февраля 1989 года в Москве (по другим данным — в Северной Осетии). Мать — русская, отец — Сергей Владимирович Цорионов — осетин, кандидат экономических наук, выпускник МГИМО, был главой экономического отдела торгового представительства РФ в Дании, потом — заместителем председателя правления «Мосэксибанка», глава косметической фирмы «Херзель фарм», работал преподавателем в МГИМО.
В 2010 году принял православие, примерно в то же время присоединившись к «Православному миссионерскому движению пророка Даниила».
По собственному заявлению, в 2012 году окончил МГИМО с дипломом экономиста и служил в ВДВ РФ. Учился также на теолога на заочном отделении Православного Свято-Тихоновского гуманитарного университета, откуда был отчислен за неуспеваемость в августе 2013 года.

## Взгляды
Дмитрий Энтео является младоземельным креационистом и геоцентристом, полагая, что все небесные тела вращаются вокруг Земли, возраст которой 7522 года (на 2013 год). Заявляет о ненаучности и бездоказательности теории эволюции, выступая за отмену её преподавания в школе. Является ярым противником абортов; убеждён, что жизнь человека берёт начало в момент оплодотворения яйцеклетки. Выступает против пропаганды гомосексуализма, считая последний болезнью и называя «содомским грехом». Называет себя православным миссионером, поддерживает депутата Виталия Милонова. В интервью заявил, что позиционирует себя как гражданского активиста и что акции его организации не выходят за рамки закона.

## Акции и поступки
Дмитрий Энтео известен своими скандальными и провокационными акциями и поступками. Некоторые из них, по мнению пострадавших в них людей, а также правозащитников, являются нарушениями закона.
27 августа 2012 года на Павелецком вокзале города Москвы Энтео с группой сторонников приблизился к молодому человеку, садившемуся в поезд, и порвал на нём футболку с изображением панк-группы «Pussy Riot». Активисты напали на сторонника группы с криками «Русь святая, храни веру православную! Так будет с любым кощунником!» Видеозапись акции была опубликована на сайте YouTube. Владелец футболки, Алексей Мысливец, обратился в полицию, где ему отказали в возбуждении уголовного дела, сославшись на отсутствие состава преступления по статье «умышленное уничтожение или повреждение имущества» ввиду того, что материальный ущерб, составивший 800 рублей, слишком мал для возбуждения дела по этой статье. Также полиция не усмотрела в действиях активиста грубого нарушения общественного порядка, общественно опасного действия, унизительного обращения с гражданами и религиозной ненависти, и сослалась на отсутствие у инцидента свидетелей. В свою очередь, Павел Чиков, председатель правозащитного общества «Агора», прокомментировал ситуацию, указав, что в судебной практике подобные нападения квалифицируются как разбойные. Юго-Западная транспортная прокуратура Москвы позднее сочла незаконным постановление об отказе в возбуждении уголовного дела и, отменив его, направила дело на дополнительную проверку. Впоследствии сам Энтео в интервью заявил, что срывание футболки с прохожего не являлось акцией, а было его «личным поступком как гражданина и как православного верующего» и охарактеризовал свой поступок следующими словами: «Я считаю, что это нормальная реакция любого нормального гражданина, для которого Бог и Его Мать — это реальные личности».

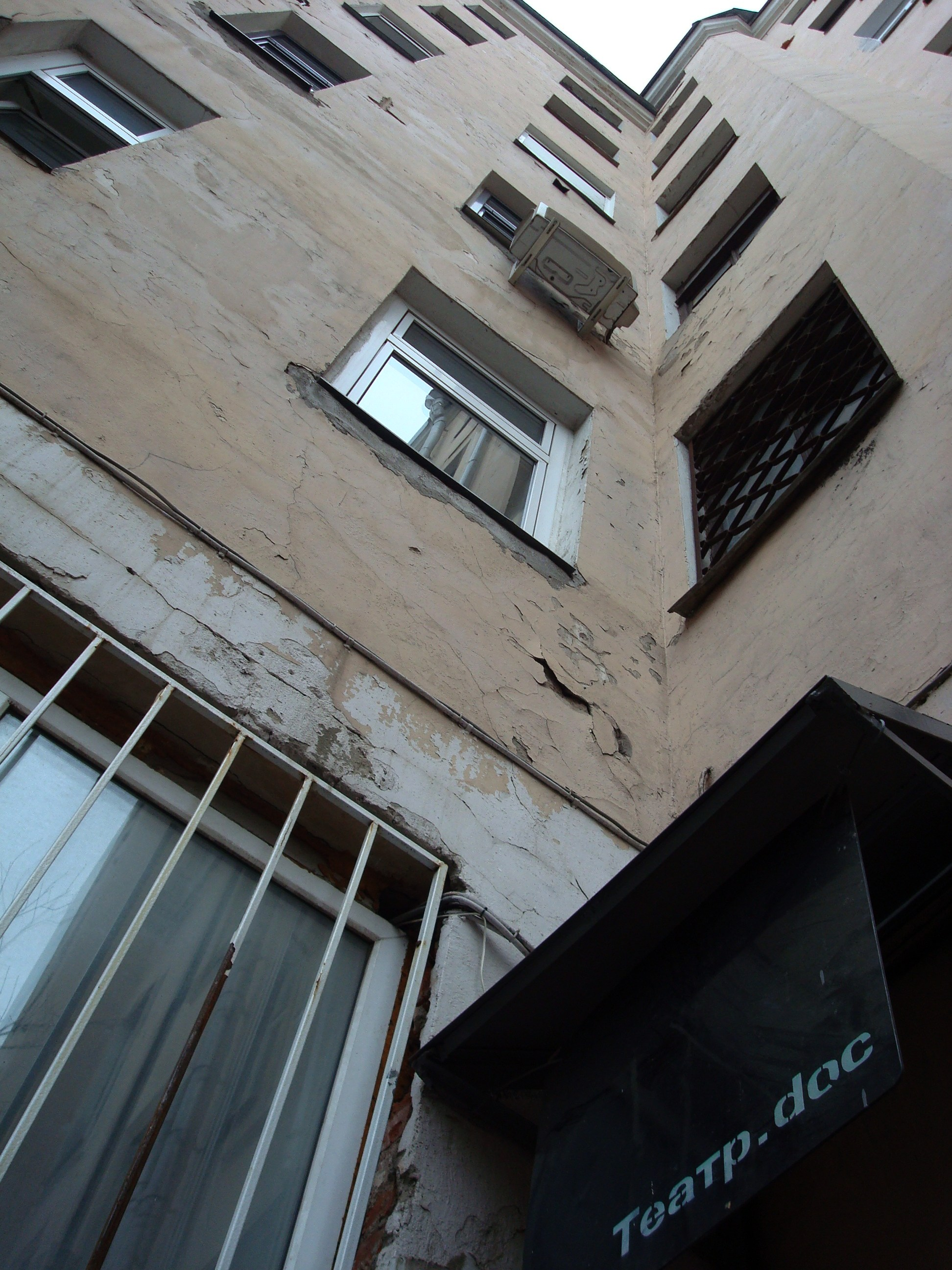
Театр.doc

В тот же день, 27 августа 2012 года, Энтео с группой сторонников вошёл в московский театр документальной пьесы «Театр.doc», где активисты попытались сорвать шедший там в этот момент спектакль, посвящённый делу Pussy Riot.
На следующий день незадолго до полуночи активисты во главе с Энтео вошли в музей эротического искусства «Точка G». Один из участников акции нёс с собой книгу с изображением православного креста на обложке, другой — пакет с кирпичом. Участница акции снимала происходящее на iPad. Активисты требовали, чтобы к ним вышел директор музея Александр Донской, находившийся в то время в Архангельске. Не дождавшись директора, Энтео вручил администратору музея кирпич, что последняя восприняла как угрозу собственной жизни. Свой поступок Энтео объяснял тем, что был возмущён обилием рекламы у музея, в том числе — раздачей рекламных листовок малолетним детям, а «подаренный» кирпич трактовал как символ распятия и покаяния. Донской в интервью отверг эти претензии, указав, что музей находится в малозаметном месте, и листовки, на которых присутствует знак возрастного ограничения «18+», раздают только взрослым.
17 августа 2013 года активисты движения «Божья воля» во главе с Дмитрием Энтео участвовали в разгоне несанкционированного шествия московских пастафарианцев, получившего название «Пастный ход». Участников шествия поливали кетчупом, сопровождая действия ругательствами. В разгоне также участвовали сотрудники ОМОН, ими были задержаны восемь участников шествия. Пастафарианцы, которых в ходе акции облили кетчупом, обратились в полицию.

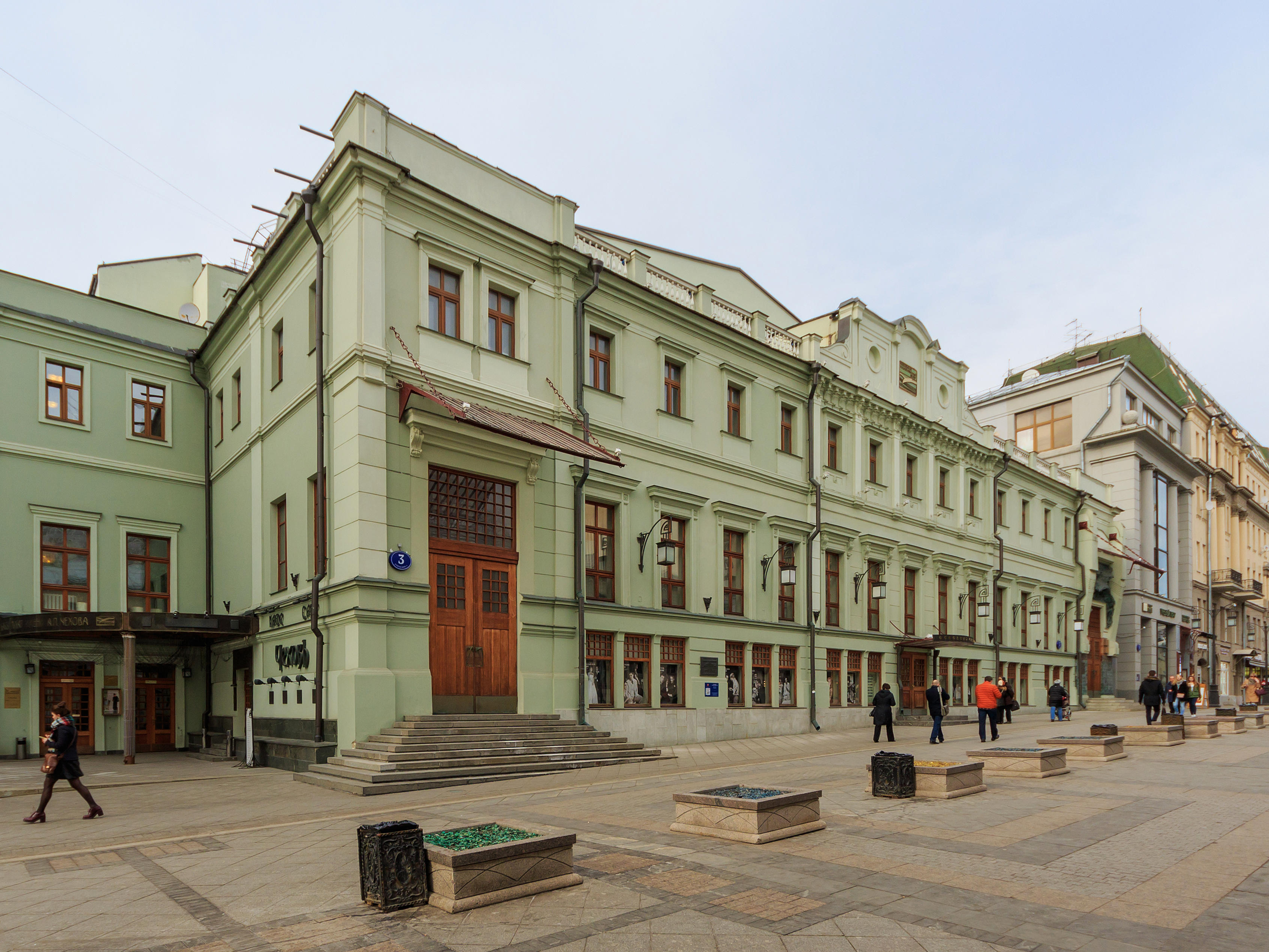
МХТ имени А. П. Чехова

В четверг 28 ноября 2013 года Энтео с напарницей Милой Есипенко попытался сорвать спектакль «Идеальный муж» в постановке Константина Богомолова, шедший в МХТ имени Чехова. Выйдя на сцену в момент молитвы священника-гомосексуалиста, активисты начали скандировать «Неужели вы не понимаете?», «Это святотатство» и «Прекратите», в результате они с дракой были выдворены охраной. Часть зрителей последовала за провокаторами. ГУ МВД Москвы объявило о задержании двух молодых людей за хулиганство по адресу театра. В интервью АиФ Энтео сказал, что счёл постановку оскорблением чувств верующих, и что это побудило его на попытку срыва спектакля. Активист также инициировал сбор подписи за запрет спектакля.
Вечером 20 февраля 2014 года Энтео в компании с другим молодым человеком, предположительно другим участником движения «Божья воля» Алексеем Фомичёвым, вошёл в московский Музей истории ГУЛАГа, где напали на сотрудника музея, православного верующего Дмитрия Давыдова. Камера наблюдения запечатлела, как Энтео плюнул в сотрудника музея, в то время как второй молодой человек обошёл стойку, за которой тот стоял, и начал избивать Давыдова. По свидетельствам потерпевшего, напавшие принуждали его публично извиниться за фразу, сказанную им в интервью об одной из участниц акции по срыву спектакля в МХТ, и в случае неповиновения угрожали дальнейшим преследованием. Ранее Давыдов рассказал в интервью изданию «Полит.ру», что девушка уже два года не причащалась в церкви. Алексей Фомичёв после инцидента объявил на своей странице в социальной сети о выходе из рядов движения «Божья воля». ОВД Тверского района города Москвы принял заявление по факту нападения на Давыдова.
14 августа 2015 года группа лиц — членов общественного движения «Божья воля», во главе с Энтео, повредила 4 работы скульптора Вадима Сидура, находящиеся в Госфонде и представленные на выставке в Манеже. Члены упомянутой группы объяснили свои действия тем, что выставленные работы оскорбляли религиозные чувства верующих. Первоначально прокуратура отказалась возбуждать уголовное дело о вандализме в отношении погромщиков, но, впоследствии, уголовное дело об уничтожении культурных ценностей всё же было возбуждено. Однако в 23 сентября 2016 года уголовное дело было прекращено «за отсутствием состава преступления».
21 декабря 2016 Энтео и его спутница пришли к Кремлёвской стене после делегации КПРФ, возлагавшей цветы к могиле в день рождения Иосифа Сталина, и с криками «Гори в аду» бросили букет в бюст вождя. По словам Энтео, Сталин «уничтожил 90 % духовенства Русской православной церкви, сделал очень много зла и нет подобной ему фигуры в истории. Его можно сравнить разве только с Гитлером. Мы пришли туда, увидели всё это беснование, как люди крестятся, когда подходят к палачу. Швырнули цветы в сторону его лица и спокойно сказали „Гори в аду, людоед. Ты убивал моих родных, моих святых“».
Деятельность Энтео, а также его дружба с Марией Алехиной, привела к расколу в движения «Божья воля». В 2017 году Энтео обвинили в святотатстве, глумлении над Писанием и предательстве движения.
В апреле 2018 Энтео и Марию Алехину задержали на акции в поддержку заблокированного мессенджера Telegram, в ходе которой участники запускали бумажные самолётики. За это Энтео приговорили к 100 часам общественных работ. Такое же наказание суд назначил Алехиной.
В августе 2018 года Энтео и Алёхина провели акцию у здания ФСИН с баннерами «ФСИН = ГУЛАГ», «Пытки» и «Рабский труд». Спустя почти год, в апреле 2019 года их оштрафовали на сумму 20 тысяч рублей по статье «нарушение порядка проведения митингов».
8 ноября 2019 года Энтео с группой активистов из «Декоммунизации» и Pussy Riot повесили на Большом Каменном мосту в Москве баннер «Стоп ГУЛАГ» с фотографиями политических заключённых. В связи с этим 14 ноября Энтео арестовали на пять суток по статье «повторное нарушение порядка проведения митингов».
После начала вторжения России на Украину Энтео, Алексей Миняйло, представители партии ПАРНАС и другие российские оппозиционеры подали заявку на проведение антивоенного митинга в Москве на 5 марта 2022 года.

## Критика
Деятельность и взгляды Дмитрия Энтео подвергаются критике со стороны либералов, левых, а также со стороны православных религиозных деятелей.
Председатель Федерального комитета Либертарианской партии России Сергей Бойко охарактеризовал Энтео словами «известный провокатор» и «агрессор» и указал, что «Дмитрий Цорионов (Энтео) никакого отношения к либертарианству и правому консерватизму не имеет».
Политик Леонид Гозман осудил акции Энтео и после интервью с ним заявил: «Меня крайне огорчает, что абсолютно дикая, средневековая позиция, которая высказывалась сегодня нашим гостем, получила поддержку 56 процентов наших слушателей. Это заставляет очень тревожиться за будущее нашей страны».
Постоянный автор оппозиционного издания Каспаров.ru М. Пожарский отметил, что «не любят Энтео вовсе не за позицию, а конкретно за деятельность. Это такая беспринципная паскуда, которая сегодня сама готова устроить погром, а завтра будет писать кляузы на оппонентов». Пожарский считает, что «Дмитрий Энтео много лет выполнял роль внештатного полицейского провокатора».
Философ Александр Зеличенко назвал Энтео «гением антиклерикальной пропаганды» и высказал предположение, что его движение может использоваться тайными недоброжелателями для дискредитации Русской православной церкви.
Протодиакон Андрей Кураев в связи с нападками Энтео на известного богослова профессора Московской духовной академии Алексея Осипова обвинил активиста в непонимании Евангелия, в жёсткой форме предложив Энтео умерить пыл и прекратить «заниматься онанизмом по расписанию». Он указал, что активист, возможно, попал к неверным наставникам, призвав к скорейшему осознанию и исправлению своего заблуждения.
Священник Георгий Максимов указал, что Энтео не интересует истина, и он даже не пытается «честно и объективно рассмотреть то, что пишут святые», в результате чего Энтео формирует лжеучение. Священник посоветовал Энтео «не браться за учительство в богословии, поскольку это явно не его стезя. Прежде чем исправлять других ему следовало бы подучиться самому, чтобы не создавать нелепиц и искажений вероучения».

## Судебные процессы
Энтео неоднократно подвергался судебному преследованию за противозаконную деятельность, например, в 2015 году, 2018 году, дважды в 2019 году.
В 2015 году в отношении Энтео суды России вынесли два судебных акта:
- постановление Хамовнического районного суда Москвы от 8 апреля 2015 года по делу № 5-35/15. Суд установил, что Энтео 19 января 2015 года допустил неповиновение законному требованию сотрудников полиции, после чего оказал сопротивление, воспрепятствовав тем самым выполнению возложенных на них служебных обязанностей. Суд постановил: Энтео признать виновным в совершении административного правонарушения, предусмотренного ст. 19.3 ч. 1 КоАП РФ и назначить наказание в виде штрафа в размере 1000 рублей[57];
- постановление Тверского районного суда Москвы от 22 сентября 2015 года по делу № 5-1208/15. Суд установил, что 4 августа 2015 года в 18 часов 20 минут Энтео, находясь в ЦВЗ «Манеж», учинил потасовку с посетителями выставки, а именно: выражался нецензурной бранью, разбил фарфоровые статуэтки, хватал за руки посетителей, громко кричал, плевал в экспонаты, на замечания не реагировал. Суд постановил считать его виновным по ст. 20.1 часть 1 КоАП (мелкое хулиганство). Наказание: арест 10 суток[58]. Данное решение Тверского суда было обжаловано Энтео в Московский городской суд, который 20 октября 2015 года рассмотрел дело 7-10795/2015 и постановил оставить решение Тверского суда без изменения[59].